# Johannes Heydeck

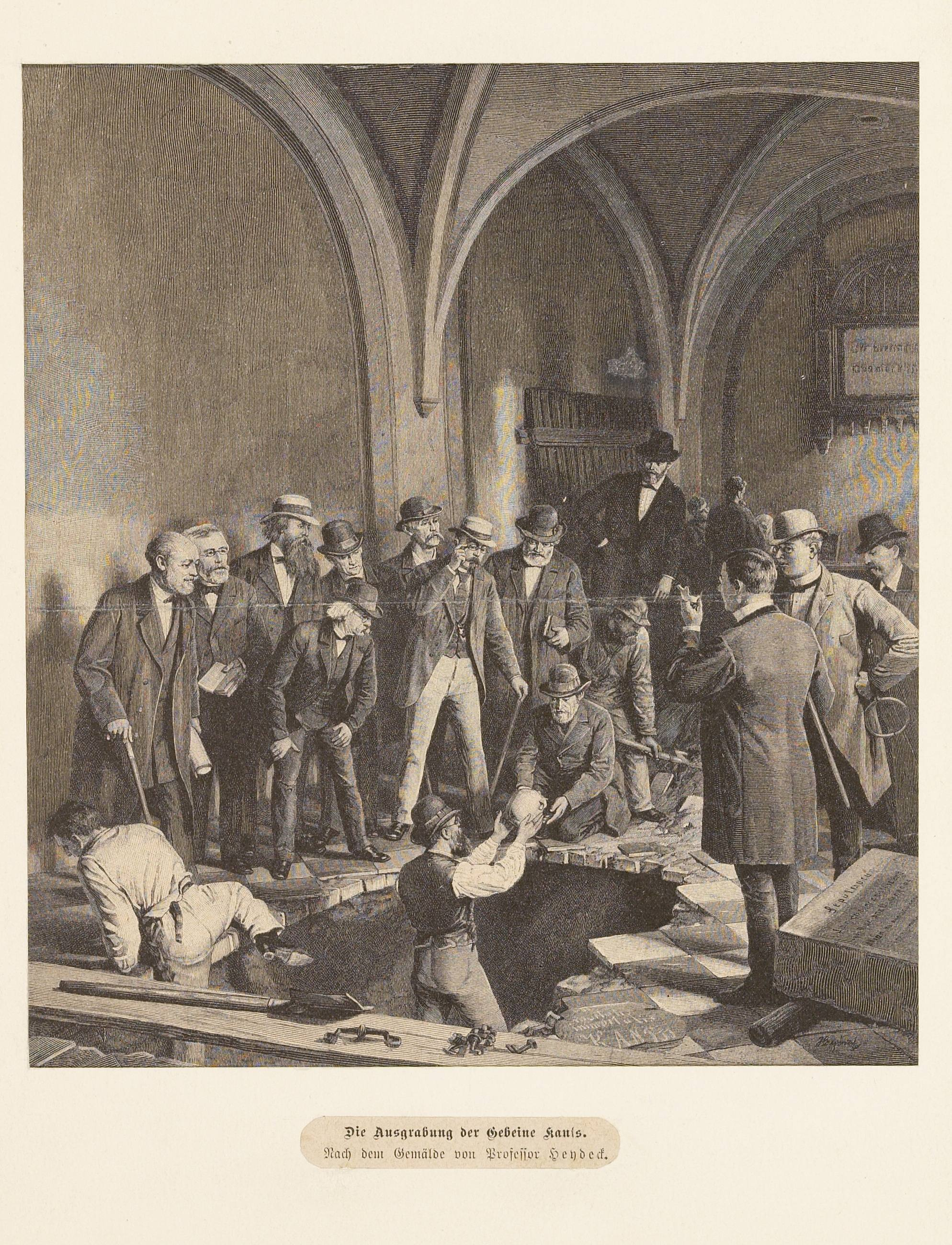
Johannes Heydeck bei der Öffnung des Grabes von Kant. Heydeck reicht den Schädel Emil Arnoldt, links neben ihm breitbeinig stehend Karl Wilhelm von Kupffer. Rechts Paul Albrecht hält den Unterkiefer mit dem Zahn in der Hand, rechts neben ihm Fritz Bessel Hagen. Im Vordergrund die Griffe des Sarges und rechts unten das Metallschild: Cineres mortales immortalis Kantii

Johannes Heydeck (* 2. Juli 1835 in Sakuthen, Amtsbezirk Wilkieten, Kreis Memel (jetzt Rajongemeinde Šilutė); † 6. August 1910 in Rauschen, Samland) war ein deutscher Historien- und Porträtmaler. Von 1869 bis 1900 war er Professor an der Königsberger Kunstakademie.

## Leben
Heydeck war Sohn eines Lehrers in Kleinlitauen. Ausgebildet wurde er an der Königsberger Kunstakademie von Ludwig Rosenfelder, dessen Tochter er heiratete. Der Kommilitone Lovis Corinth war ein erklärter Gegner Heydecks. Bekannt wurde Heydeck nach der Deutschen Reichsgründung. Schon früh und zeitlebens widmete er sich Luise von Mecklenburg-Strelitz. Das zuerst 1887 in Berlin ausgestellte Gemälde zu ihrer Flucht machte Heydeck weithin bekannt. Das Stadtgeschichtliche Museum Königsberg kaufte einige seiner religiösen und geschichtlichen Gemälde sowie Porträts von August von Dönhoff, Immanuel Kant und Karl von Horn.
Heydecks Bedeutung für die Kunstgeschichte Königsbergs war groß und nachhaltig. Er sorgte für die Erhaltung der Kunstdenkmäler in Königsberg und Ostpreußen und gehörte zu den Entdeckern von Nidden. Bei seinem großen Interesse an Urgeschichte engagierte er sich in der Altertumsgesellschaft Prussia. Für sie hatte er bereits zahlreiche Ausgrabungen vorgenommen und Fundberichte erstattet. Dafür verlieh ihm die Philosophische Fakultät der Universität Königsberg die Ehrendoktorwürde. Er betrieb und leitete die Entnahme von Kants Gebeinen aus dem Professorengewölbe des Königsberger Doms im Juni 1880. Er hielt die Szene in einer Kreidezeichnung fest, von der ein Kupferstich angefertigt wurde. Die verschollene Zeichnung zeigt, wie Heydeck dem Kantforscher Emil Arnoldt Kants Schädel reicht. Außer Reproduktionen des Luisenbildes und der Kantausgrabung ist ein Gemälde in der Eremitage erhalten. Heydeck war Mitglied der Königsberger Freimaurerloge Immanuel.

## Bilder

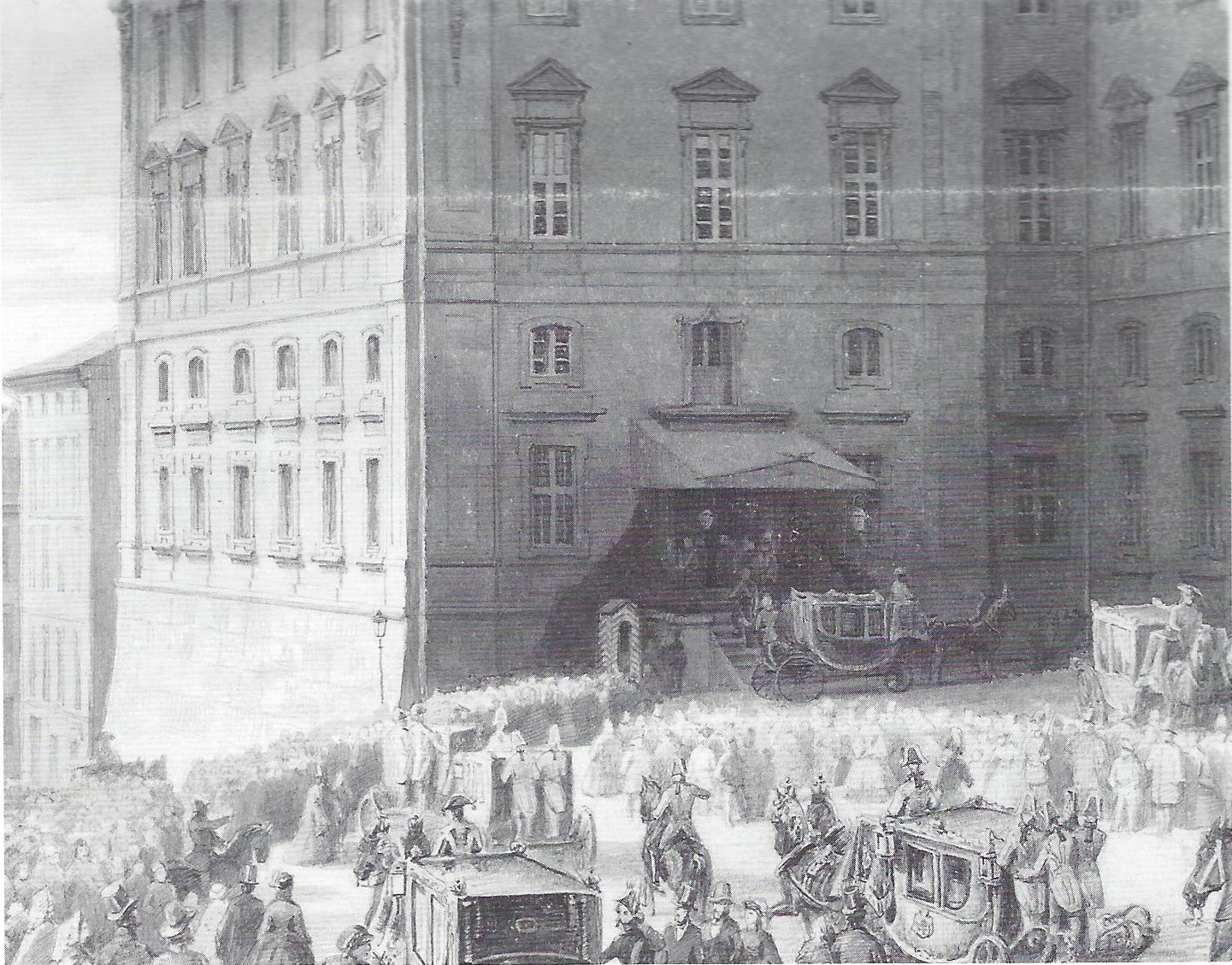
J. Heydeck: Ankunft der Gesandten vor dem Unfriedtbau des Königsberger Schlosses anlässlich der Krönung von Wilhelm I. (Bleistiftzeichnung von 1861)

- Königin Luise auf der Flucht von Königsberg über die Nehrung nach Memel im Januar 1807
- Der Hochmeister der Marienburg begibt sich zur Abendandacht.
- Die kranke Königin in Begleitung der Gräfin Voß im offenen Reisewagen am Strande hinfahrend.
- Altarbild in der Sackheimer Kirche
- Die vier Fakultäten in der Aula der Albertus-Universität
- mit Emil Neide und Max Schmidt: Odysseus-Zyklus im Insterburger Gymnasium (1882)
- Kinderstudien (Ostdeutsche Studiensammlung)

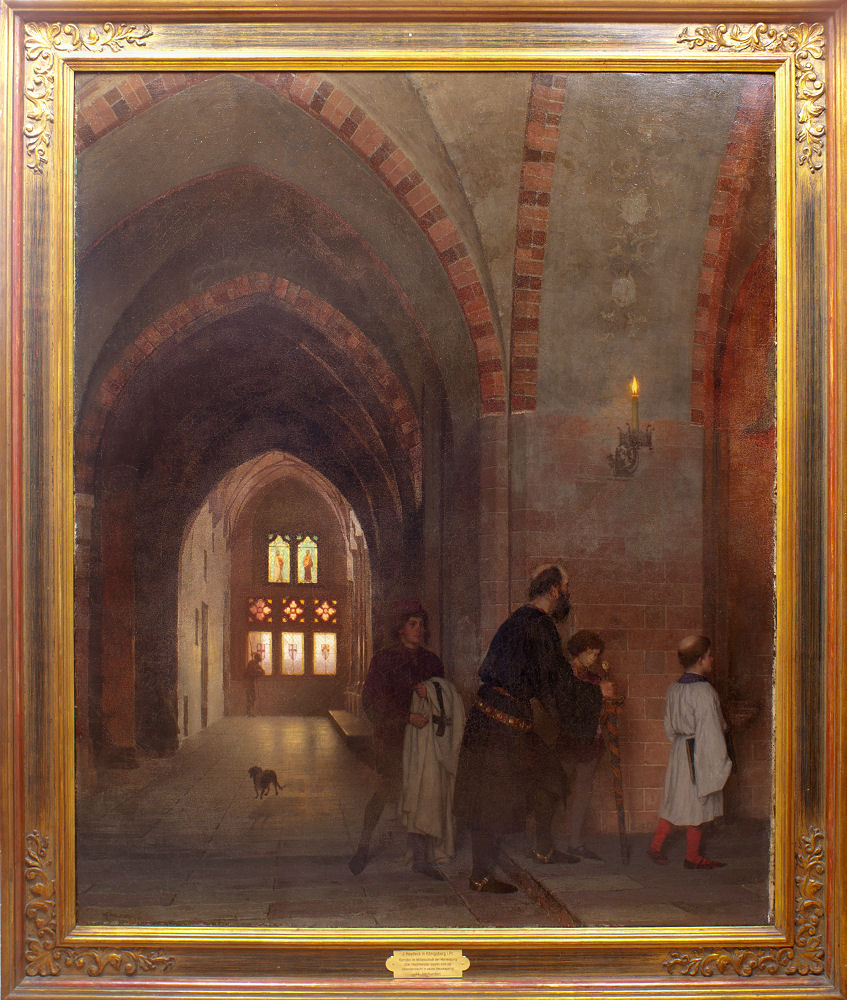
Der Hochmeister der Marienburg begibt sich zur Abendandacht

- Selbstbildnis, verschollen[1]

## Ehrungen
- Mitglied der Königlich Preußischen Akademie der Künste
- Dr. phil. h. c. der Albertus-Universität Königsberg (1894)